# Stronie (Stryszów)

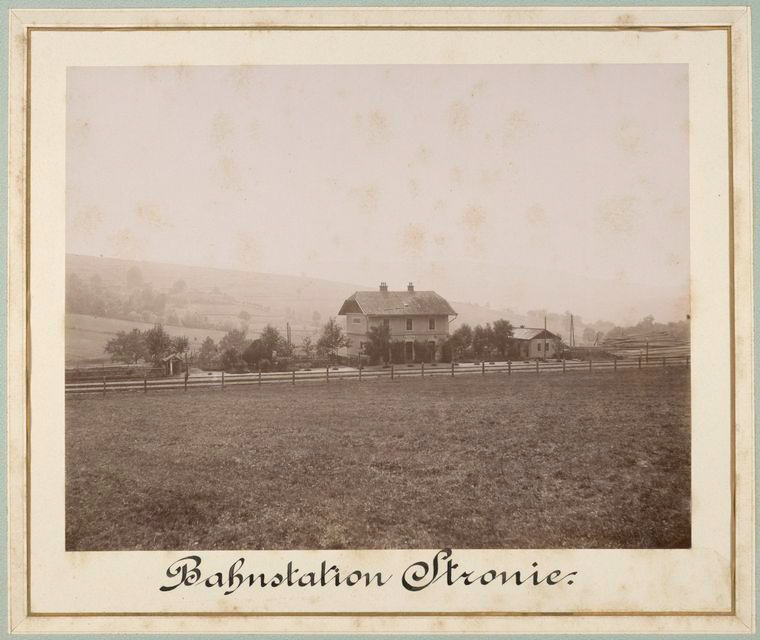
Bahnstation Stronie, 1897

Stronie [ˈstrɔɲe] ist eine Ortschaft mit einem Schulzenamt der Gemeinde Stryszów im Powiat Wadowicki der Woiwodschaft Kleinpolen in Polen.

## Geographie
Der Ort liegt zwischen Leśnica im Nordosten und Zakrzów im Südwesten, am obersten Lauf des Bachs Stryszówka. Im Norden sowie im Süden gibt es zwei Berge, beide Strońska Góra genannt. Der nördliche Berg (468 m) gehört zum Pogórze Wielickie (Vorgebirge), der südliche (503) gehört zu den Mittelbeskiden.

## Geschichte
Der Ort wurde im Jahre 1440 erstmals urkundlich erwähnt, aber ist sicherlich älter. An den Hängen des nördlichen Bergs Strońska Góra wurden Spuren der Siedlungen von der Jungsteinzeit (4000 bis 1700 v. Chr.) bis zum frühen Mittelalter (8. bis 12. Jahrhunderte) gefunden. Im oben erwähnten Jahr 1440 wurde Stronie zusammen mit Leśnica und dem Wald Ochodza von Mikołaj Serafin, einem Untergebenen des polnischen Königs sowie Salzgrafen (polnisch żupnik) italienischer Herkunft, gekauft. Kurz danach wurden auch die Dörfer Zakrzów, Jaroszowice sowie Barwałd (Dolny) von ihm gekauft. Diese Orte wurden dann vom Herzogtum Auschwitz im Königreich Böhmen abgetrennt und dem Königreich Polen angeschlossen („intra terminos Regni [Poloniae et] Regno in perpetuum cedatur“). Anders ausgedrückt, änderte sich die staatliche Zugehörigkeit früher als beim Rest des Herzogtums Auschwitz bzw. Zator. Das wurde auch am 3. Februar 1441 von Władysław III. in Esztergom bestätigt: omne ius, quod sibi competebat ratione eius cessionis per ducem in hoc castro et villis Stronye, Leschnycza, Jaroschowcze, Zakrzow et Berwald, quarum tres ultimas Nicolaus gladifer suis pecuniis exemerat, ac silva Ochodza in perpetuum concedit.
Die oben erwähnten Dörfer wurden im Jahre 1474/1475 zur Starostei von Barwałd. Ab 1646 gehörten Leśnica, Stronie und Zakrzów zu Michał Zebrzydowski, den Starost von Lanckorona.
Bei der Ersten Teilung Polens kam Stronie 1772 zum neuen Königreich Galizien und Lodomerien des habsburgischen Kaiserreichs (ab 1804).
Im Jahr 1884 wurde die Galizische Transversalbahn durch Stronie eröffnet.
1918, nach dem Ende des Ersten Weltkriegs und dem Zusammenbruch der k.u.k. Monarchie, kam Stronie zu Polen. Unterbrochen wurde dies nur durch die Besetzung Polens durch die Wehrmacht im Zweiten Weltkrieg.
Von 1975 bis 1998 gehörte Stronie zur Woiwodschaft Bielsko-Biała.